# マンテカ (カリフォルニア州)
マンテカ（マンティーカ、Manteca）は、アメリカ合衆国カリフォルニア州のサンホアキン郡にある都市。人口は8万3498人（2020年）。ストックトンの南25キロメートルに位置している。ストックトンの郊外都市であり人口は増加している。周辺には広大な農地が広がっている。

## 歴史
1863年にこの土地に入植したカウエル氏が最初の定住者と推定されている 。1873年に鉄道が開通し農産物の輸送に活躍した。1918年、市制施行しマンテカ市が誕生した。市名はスペイン語由来で意味は「バター」である。

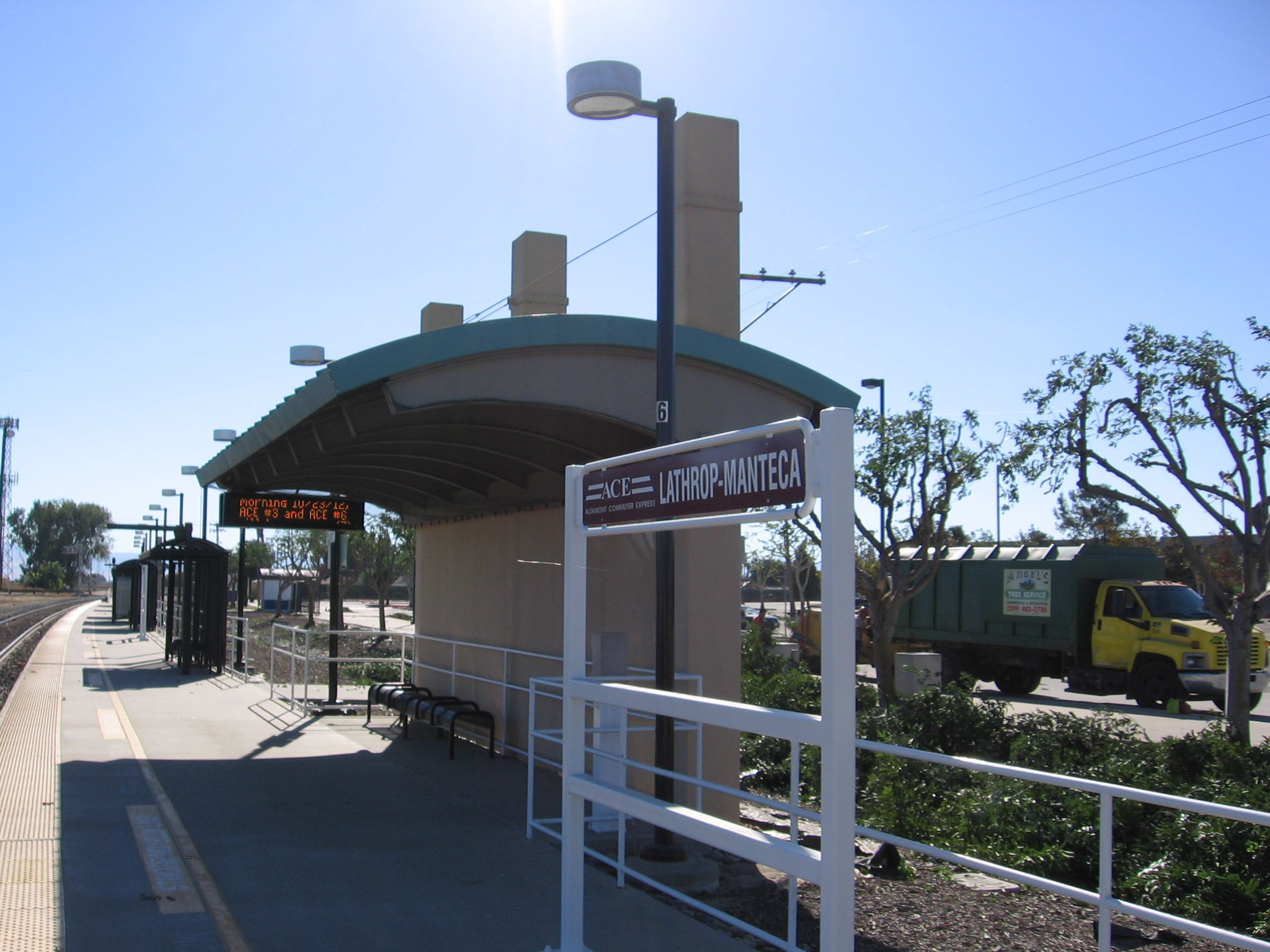
マンテカ駅